# Endurance (automobilismo)

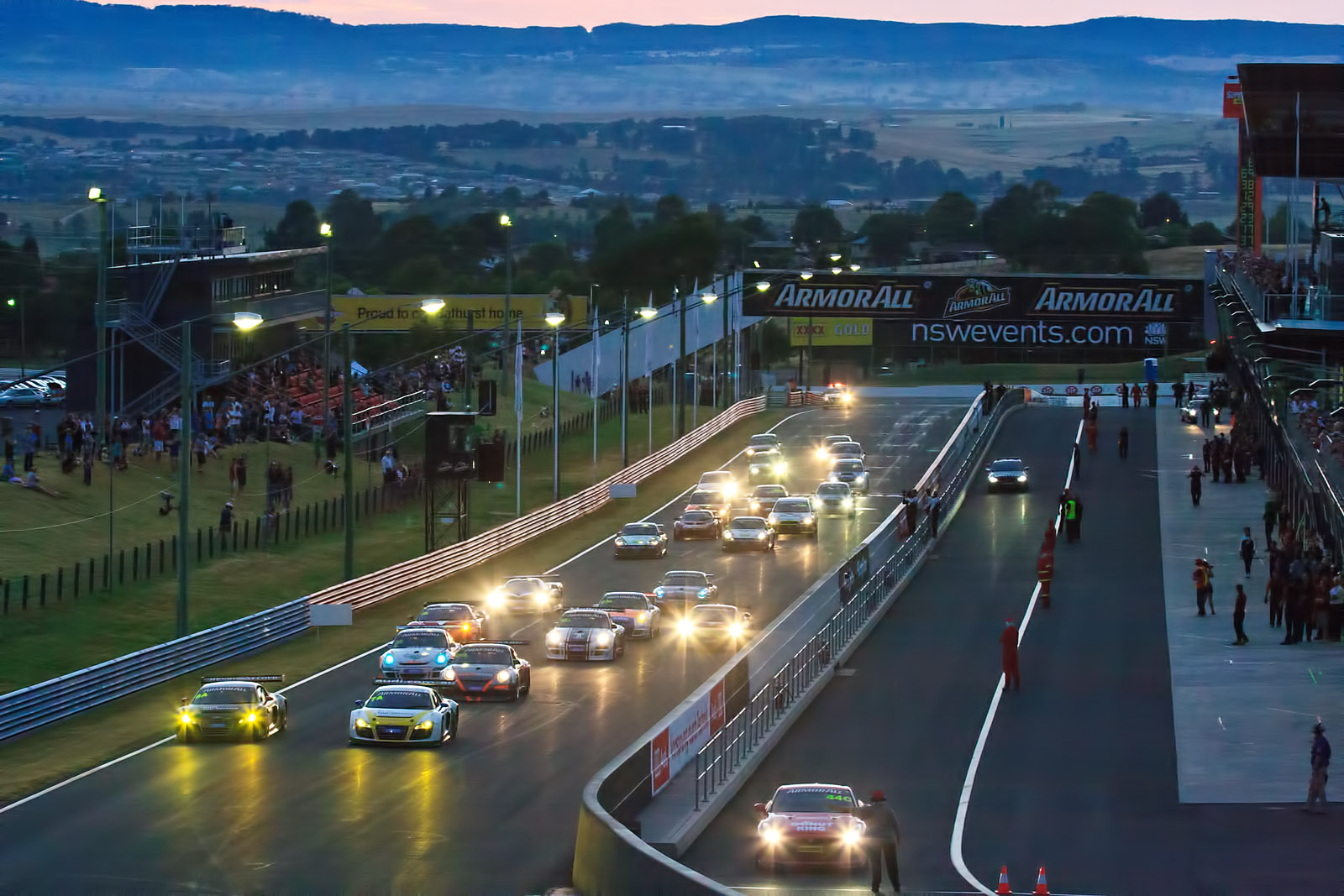
12 ore di Bathurst del 2011, esempio di gara endurance in cui si può protrarre anche nelle ore notturne

L'endurance è la disciplina dell'automobilismo che prevede gare in circuito su lunghe distanze e con elevati tempi di percorrenza.

## Vetture
Le gare endurance sono tradizionalmente riservate alle vetture a ruote coperte di diverse categorie:
- Vetture turismo: vetture progettate per l'uso stradale e costruite in un numero di esemplari molto elevato, in seguito preparate ed elaborate per le gare.
- Vetture gran turismo: vetture progettate per l'uso stradale e costruite in serie limitata, in seguito preparate ed elaborate per le gare[3].
- Vetture sport: vetture biposto con carrozzeria aperta o chiusa progettate per le competizioni, costruite in un numero minimo di esemplari, variabile negli anni, e dotate degli equipaggiamenti per l'uso stradale[3]. Dagli inizi del Novecento agli anni sessanta sono state le vetture protagoniste dell'endurance, quelle che vincevano le gare e i campionati, prima di essere rimpiazzate dai prototipi[3].
- Prototipi: prototipi di vetture con carrozzeria aperta o chiusa progettati per le competizioni, costruiti senza un numero minimo di esemplari, anche in pezzi unici[3]. Utilizzati per le gare endurance dall'inizio degli Anni Sessanta come alternativa alle vetture sport ne hanno in seguito preso il posto diventando la categoria principale[3].

Fin dall'inizio del secolo scorso, nell'endurance gareggiano solitamente diverse categorie di vetture contemporaneamente anche se esistono, come in passato, gare e campionati specifici. Attualmente le grandi corse e le principali serie internazionali sono riservate ai prototipi e alle gran turismo.

## Corse

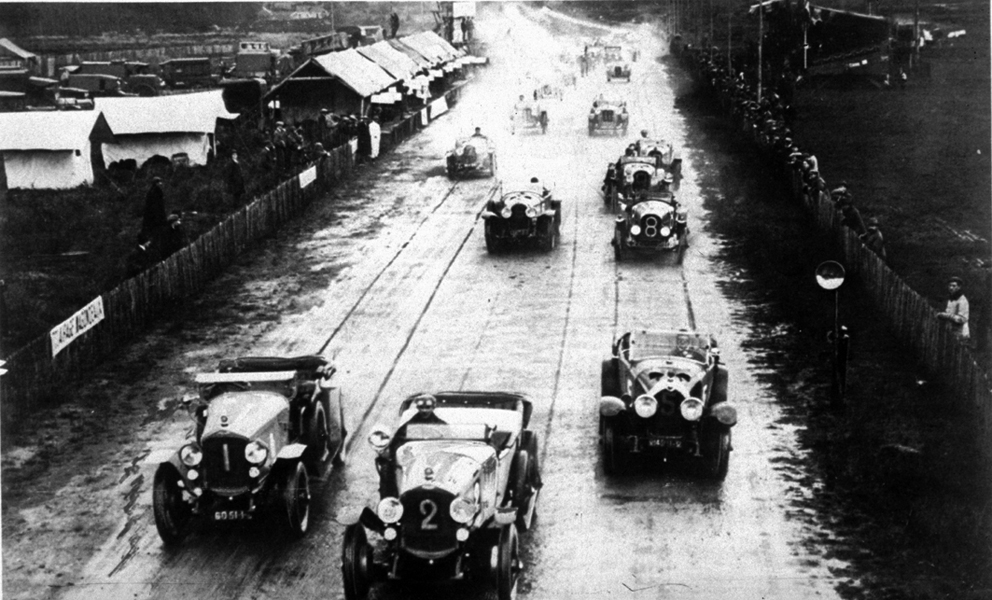
La 24 Ore di Le Mans 1923, esempio famoso di gara endurance

Le gare endurance si suddividono in due categorie:
- Corse su strada: si disputavano su strade normalmente aperte al traffico, su distanze molto elevate a volte suddivise in tappe. In passato erano molto praticate e seguite ma a causa della mancanza di sicurezza sono scomparse lasciando posto ai rally con cui però hanno in comune soltanto il fatto di essere disputate su strada, essendo questi ultimi un tipo di gara completamente diverso. Le corse più prestigiose erano la Targa Florio e la Mille Miglia in Italia.
- Corse di durata: si disputano in autodromi dove vengono rispettati elevati parametri di sicurezza mentre in passato si utilizzavano circuiti permanenti, semipermanenti o temporanei. Le gare possono avere durate variabili fino a ventiquattro ore. Solitamente alle corse di durata partecipano i prototipi e le vetture gran turismo, più raramente le turismo molto utilizzate in passato come anche le sport. La corsa che ancora oggi, per importanza e prestigio, rappresenta meglio le gare di durata è la 24 Ore di Le Mans che si svolge in Francia nel mese di giugno.

All'inizio del Ventesimo secolo le grandi corse erano la Targa Florio, la Mille Miglia, la 24 Ore di Le Mans e la 24 Ore di Spa. Dagli anni cinquanta ai primi anni ottanta le corse di maggiore importanza erano quelle inserite nel calendario del Campionato del mondo sportprototipi, disputate sulla distanza di mille chilometri o sei ore al Nürburgring, Monza, Spa, Watkins Glen, Brands Hatch e Silverstone, poi sostituite da prove molto più brevi. Attualmente le corse di riferimento per la categoria sono la 24 Ore di Le Mans in Francia, la 24 ore del Nurburgring in Germania, la 24 Ore di Spa in Belgio, la 12 Ore di Bathurst in Australia e la 12 Ore di Sebring, la 24 Ore di Daytona e la Petit Le Mans negli Stati Uniti.

## Campionati
Nella storia delle gare endurance si sono disputati e si disputano ancora campionati con titolazione nazionale, internazionale e mondiale organizzati da diversi organi sportivi.
Attualmente la massima serie, l'unica con titolazione mondiale, è il Campionato del mondo endurance organizzato dall'Automobile Club de l'Ouest e disciplinato dalla Federazione Internazionale dell'Automobile dal 2012. Prevede la partecipazione di prototipi chiamati Hypercar e gran turismo di classe LMGT3, che gareggiano in prove di durata variabile da 6 a 10 ore oltre che alla 24 Ore di Le Mans.

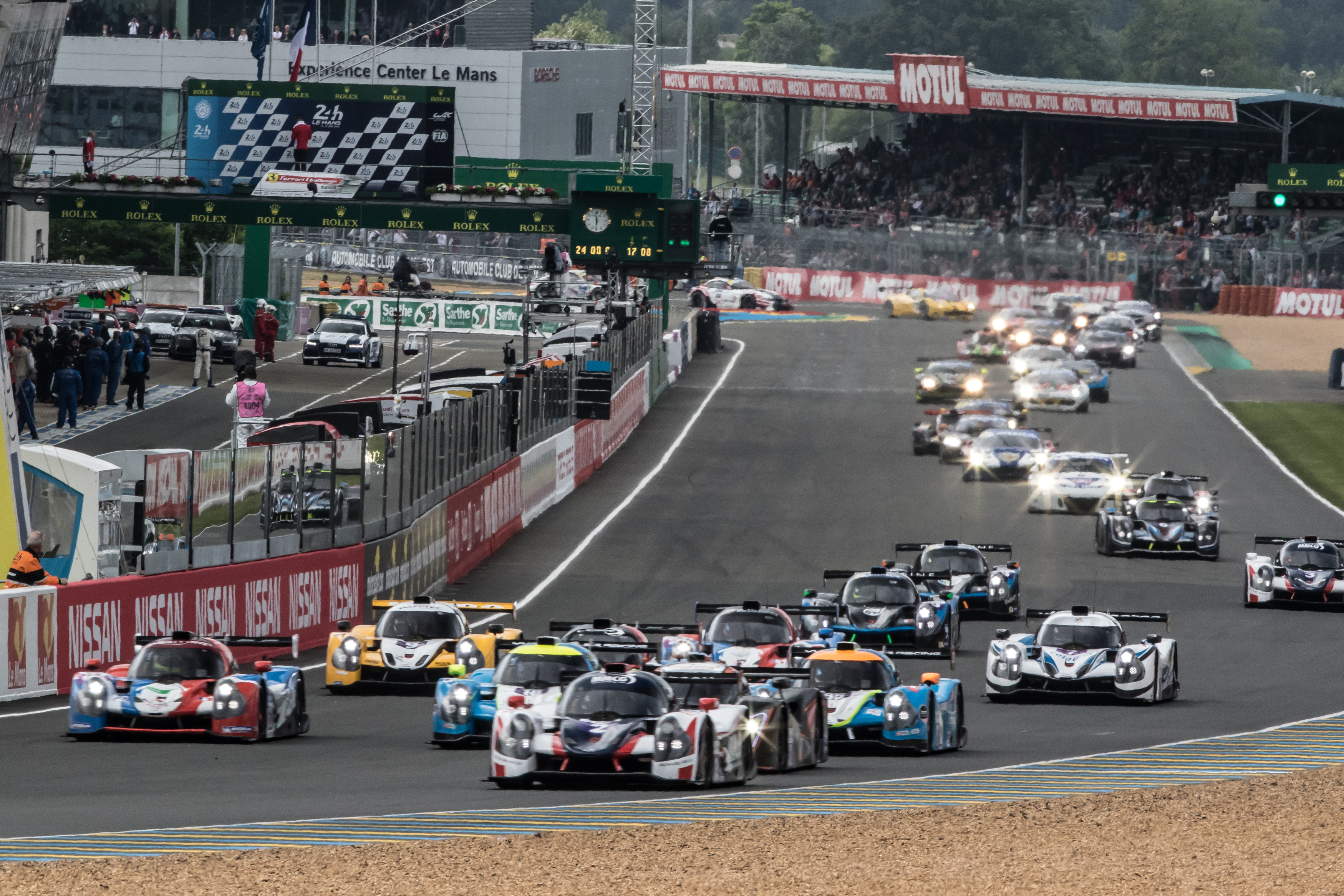
Partenza della Le Mans Cup, gara di supporto della 24 Ore di Le Mans 2016

Nato solo nel 2016, sta acquistando sempre più prestigio l'Intercontinental GT Challenge. Organizzato dalla Stephane Ratel Organisation, il campionato è riservato a vetture GT3 e conta 5 gare sparse fra i vari continenti.
In Nord America la serie di riferimento è l'IMSA Weathertech Sportscar Championship, che include le 24 Ore di Daytona, la 12 Ore di Sebring e la Petit Le Mans. In esso competono i prototipi, suddivisi in GTP, LMP2 e LMP3, e due classi di gran turismo, le GTD Pro ( stessi regolamenti delle LMGT3 del WEC) e GTD (le stesse vetture del regolamento FIA GT3)
Il Campionato del mondo sportprototipi, organizzato dalla Federazione Internazionale dell'Automobile dal 1953 al 1992 è stata la massima serie del passato. Soggetto a numerosi cambi di nome (dal 1981 al 1985 ha avuto la denominazione di Campionato Mondiale Endurance), di regolamenti e di vetture partecipanti, comprendeva inizialmente le grandi corse su strada e di durata, poi sostituite da gare più brevi e di minore prestigio. Tra gli anni cinquanta e i primi anni settanta era più popolare e seguito dal Campionato mondiale di Formula 1, poi a causa delle scelte regolamentari delle Federazione ha perso importanza e dai primi anni novanta non è stato più organizzato.

## Piloti
Nelle gare endurance le vetture e i prototipi vengono guidati da equipaggi formati solitamente da due o tre piloti, ma in casi particolari anche di più. Una caratteristica delle gare endurance è che oltre ai piloti professionisti gareggiano frequentemente anche quelli dilettanti chiamati gentleman-driver.